# Шак, Ганс Эгеде
Ганс Эгеде Шак (дат. Hans Egede Schack; 2 февраля 1820, Сенгелёс, коммуна Хойе-Таструп, Ховедстаден — 20 июля 1859, Франкфурт-на-Майне) — датский политик и писатель

.

## Биография
Сын сельского священника. В детстве получил очень суровое пуританское воспитание. Унаследованная от матери светлая мечтательность и жизнь в деревенской обстановке, на лоне природы, смягчили ригористическое влияние отца и не дали заглохнуть богатой фантазии мальчика, наклонности к юмору, живости, общительности и другим качествам, отличавшим его впоследствии, как писателя.
С 1836 года изучал право в университете Уппсалы, стал кандидатом юридических наук в 1844 году. По окончании юридическом факультете, Шак, когда вспыхнула Датско-немецкая война (1848—1850), вступил в ряды добровольцев.  
С 1848 года активно участвовал в политической жизни страны. В 1848–1849 годах Шак был членом Учредительного собрания Дании, в 1850–1853 годах — членом парламента Дании — фолькетинга.
Автор романа «Fantasterne», причисляемого к классическим произведениям датской литературы. В 1857 г. выступил с объемистым романом «Фантазёры». Шак с юных лет привык следить за собой и окружающими, вникать в ход жизни и её условия; здоровое нравственное чутьё, сильно развитое воспитанием, помогло ему отличать в жизни все болезненное, неестественное и ложное.
Господствовавший в литературе того времени условный романтический идеализм отталкивал Шака, и он в своих произведениях проявил себя тонким и едким критиком всякой приподнятости и аффектации, всякого «фантазёрства» в широком смысле этого слова. Жизнь и люди были изображены в его романах сильно и правдиво, но «правда глаза колет», и замечательный роман писателя не был оценен современниками по достоинству. Лишь 20 лет спустя сказалось его влияние в датской литературе, и ему было отведено в ней подобающее место. Влияние романа Шака несомненно сказалось и на Ибсене, авторе «Пер Гюнта». Скончался Шак, не закончив задуманного им нового крупного произведения.